# Nekrolog 2. Quartal 1970
Nekrolog
◄◄
| ◄
| 1966
| 1967
| 1968
| 1969
| 1970 | 1971 | 1972 | 1973 | 1974 | ► | ►►
1. Quartal |
2. Quartal |
3. Quartal |
4. Quartal 1970
Weitere Ereignisse | Allgemeiner Nekrolog 1970
Die Beschreibung der verstorbenen Person sollte so kurz wie möglich gehalten sein und nur deren signifikante Tätigkeit(en) enthalten.
Neue Namen ggf. auch unter dem Geburts- und Sterbedatum, also etwa unter 1. Januar und im Geburts- und Sterbejahr (2024) eintragen (nur bei entsprechender großer Wichtigkeit). Für Beispiele siehe die schon vorhandenen Artikel.
Außerdem über die fünf zuletzt Verstorbenen, zu denen es einen ausreichend guten Artikel für eine Präsentation auf der Hauptseite gibt, nach der todesbedingten Überarbeitung der Artikel ggf. auch unter Wikipedia Diskussion:Hauptseite informieren und sie am besten auch in den anderen Wikipedia-Sprachversionen eintragen. Tipp: Regelmäßig bei news.google.de nach „ist tot“, „gestorben“ oder „verstorben“ suchen.
Wenn eine Person gestorben ist, gibt es viele Seiten zu dieser Person in der Wikipedia, die davon auch betroffen sind und entsprechend aktualisiert werden müssen. Beispiele: Namenübersichtsseite, Geburtsjahr, Geburtsort-Seiten und viele mehr.
Wie finde ich die betroffenen Seiten?
Im Suchfeld auf der linken Seite gibt man den Suchbegriff so ein: „Vorname Nachname“. Dann klickt man auf Volltext und alle Seiten mit entsprechendem Suchtext werden aufgerufen. Hier sieht man dann schnell, wo auch das Todesjahr Sinn macht oder sogar ein Teil des Artikels angepasst werden muss. Auch hilft das „Werkzeug“ auf der linken Seite sehr gut, um solche Seiten aufzufinden: „Links auf diese Seite“. Somit ist die Wikipedia wieder aktuell in allen Bereichen! Hinweis: bei Eintragung der Kategorie „Gestorben JAHR“ wird der Missbrauchsfilter 49 ausgelöst, was jedoch nicht schlimm ist. Siehe: Spezial:Missbrauchsfilter/49
Dies ist eine Liste von im zweiten Quartal 1970 verstorbenen bekannten Persönlichkeiten. Die Einträge erfolgen innerhalb der einzelnen Daten alphabetisch sortiert. Tiere sind im Nekrolog für Tiere zu finden.

## April
| Tag       | Name                                  | Beruf, bekannt als | Alter | Beleg |
| --------- | ------------------------------------- | --- | ----- | ----- |
| 1. April  | Karl Assmann                          | deutscher Bibliothekar                                                                                                 | 79    |       |
| 1. April  | Luigi Bernasconi                      | italienischer Skispringer                                                                                              | 60    |       |
| 1. April  | Paul Cohen                            | US-amerikanischer Produzent und Manager der Country-Musik                                                              | 61    |       |
| 1. April  | William Fraser, 1. Baron Strathalmond | schottischer Geschäftsmann und Manager                                                                                 | 81    |       |
| 1. April  | Ernst Guillemin                       | US-amerikanischer Elektroingenieur                                                                                     | 71    |       |
| 1. April  | Siegfried Jaeckel                     | deutscher Biologe und Zahnarzt                                                                                         | 77    |       |
| 1. April  | Polina Semjonowna Schemtschuschina    | sowjetische Politikerin                                                                                                | 73    |       |
| 2. April  | Tom Barker                            | Gewerkschaftsführer und Politiker in Australien und Neuseeland                                                         | 82    |       |
| 2. April  | Egon Fauvet                           | deutscher Gynäkologe und Geburtshelfer                                                                                 | 68    |       |
| 2. April  | Carla Ronci                           | italienische geweihte Laienchristin                                                                                    | 33    |       |
| 2. April  | Friedrich Wencker-Wildberg            | deutscher Schriftsteller, Übersetzer, Historiker und Redakteur                                                         | 73    |       |
| 3. April  | Hans Hellmich                         | deutscher Parteifunktionär (SPD/SED)                                                                                   | 65    |       |
| 3. April  | Johnny Jadick                         | US-amerikanischer Boxer                                                                                                | 61    |       |
| 3. April  | Heinrich Junker                       | deutscher Sprachwissenschaftler                                                                                        | 81    |       |
| 3. April  | Castleton Knight                      | britischer Filmproduzent und Filmregisseur                                                                             | 75    |       |
| 3. April  | Nikolaus von Oldenburg                | deutscher Erbgroßherzog                                                                                                | 72    |       |
| 3. April  | Karl Schmückle                        | deutscher Politiker (NSDAP), MdR                                                                                       | 74    |       |
| 3. April  | Wilhelm Steffens                      | deutscher Lehrer, Historiker und Politiker (DVP), MdL                                                                  | 86    |       |
| 3. April  | José Vicente Távora                   | brasilianischer Geistlicher, Erzbischof von Aracaju                                                                    | 59    |       |
| 4. April  | Rector Bailey                         | US-amerikanischer R&B- und Jazzmusiker                                                                                 |       |       |
| 4. April  | Thomas Johann Gottfried Entz          | deutscher Reeder und Kaufmann                                                                                          | 70    |       |
| 4. April  | Günther Hoffmann-Schoenborn           | deutscher Generalmajor im Zweiten Weltkrieg                                                                            | 64    |       |
| 4. April  | Theodor Künkele                       | deutscher Forstwissenschaftler                                                                                         | 80    |       |
| 4. April  | Engelbert Lap                         | österreichischer Maler und Grafiker                                                                                    | 83    |       |
| 4. April  | Victor Otto Stomps                    | deutscher Verleger und Schriftsteller                                                                                  | 72    |       |
| 5. April  | Richard Bergmann                      | österreichisch-englischer Tischtennisspieler                                                                           | 50    |       |
| 5. April  | Harriet Margaret Louisa Bolus         | südafrikanische Botanikerin                                                                                            | 92    |       |
| 5. April  | Max Bozyk                             | polnisch-jüdischer Schauspieler                                                                                        | 70    |       |
| 5. April  | Gilles Caron                          | französischer Fotograf und Fotojournalist                                                                              | 30    |       |
| 5. April  | Ernst Leisi                           | Schweizer Lehrer und Landeshistoriker                                                                                  | 91    |       |
| 5. April  | Stephen Pace                          | US-amerikanischer Politiker                                                                                            | 79    |       |
| 5. April  | Heinz Schaubach                       | deutscher Unternehmer                                                                                                  | 83    |       |
| 5. April  | Ray Schnell                           | US-amerikanischer Politiker                                                                                            | 76    |       |
| 5. April  | Karl Graf von Spreti                  | deutscher Politiker, MdB und Diplomat                                                                                  | 62    |       |
| 5. April  | Alfred Sturtevant                     | US-amerikanischer Genetiker                                                                                            | 78    |       |
| 5. April  | Kid Thomas                            | US-amerikanischer Blues- und Rock-’n’-Roll-Musiker                                                                     |       |       |
| 5. April  | Ruth Thompson                         | US-amerikanische Politikerin                                                                                           | 82    |       |
| 6. April  | Loye Miller                           | US-amerikanischer Paläontologe und Ornithologe                                                                         | 95    |       |
| 6. April  | Hans Neuwirth                         | tschechoslowakisch-deutscher Politiker, Jurist und Vertriebenenfunktionär                                              | 68    |       |
| 6. April  | Dominik Prokop                        | Abt der Stifte Břevnov und Broumov und Rohr                                                                            | 79    |       |
| 6. April  | Gero von Schulze-Gaevernitz           | deutscher Ökonom | 68    |       |
| 6. April  | Hans Schwarz                          | österreichischer Marxist, KZ-Häftling und Widerstandskämpfer                                                           | 66    |       |
| 6. April  | Jakob Adolf Seitz                     | deutsch-argentinischer Schachmeister und Journalist                                                                    | 72    |       |
| 6. April  | Samuel Sheppard                       | US-amerikanischer Osteopath und Opfer eines Justizirrtums                                                              | 46    |       |
| 6. April  | Maurice Stokes                        | US-amerikanischer Basketballspieler                                                                                    | 36    |       |
| 6. April  | Gustaf Tenggren                       | schwedisch-amerikanischer Zeichner und Illustrator                                                                     | 73    |       |
| 7. April  | Harry von Craushaar                   | deutscher Jurist, SS-Brigadeführer und Verwaltungsbeamter                                                              | 78    |       |
| 7. April  | Charles Reginald Enock                | britischer Ingenieur, Lateinamerikaforscher und Autor                                                                  | 101   |       |
| 7. April  | Ernst L. Freud                        | deutscher Architekt | 78    |       |
| 7. April  | Auguste Lazar                         | deutsche Schriftstellerin                                                                                              | 82    |       |
| 7. April  | Erich Pfeiffer                        | deutscher Unternehmer                                                                                                  | 74    |       |
| 7. April  | Otto Sens                             | deutscher Gestapo-Mitarbeiter und SS-Führer                                                                            | 71    |       |
| 8. April  | Leo Baerwald                          | deutsch-böhmischer Rabbiner und Autor                                                                                  | 86    |       |
| 8. April  | Felix von Bourbon-Parma               | Prinz von Luxemburg | 76    |       |
| 8. April  | Friedrich Eppensteiner                | Tübinger Lehrer und Gemeinderat sowie Sportfunktionär                                                                  | 89    |       |
| 8. April  | Charles D. Hall                       | britisch-US-amerikanischer Szenenbildner                                                                               | 81    |       |
| 8. April  | Gustave Lauvaux                       | französischer Leichtathlet                                                                                             | 77    |       |
| 8. April  | Hilde Lion                            | deutsche Pädagogin | 76    |       |
| 8. April  | Bernhard Pein                         | deutscher Pädagoge | 78    |       |
| 8. April  | Julius Pokorny                        | österreichisch-deutscher Linguist                                                                                      | 82    |       |
| 8. April  | Josef Schirpenbach                    | deutscher Politiker, MdL, Bürgermeister in Bochum                                                                      | 64    |       |
| 8. April  | Anton Switalla                        | deutscher KPD- und SED-Funktionär                                                                                      | 73    |       |
| 9. April  | Geburg Aasland                        | norwegischer Organist und Komponist                                                                                    | 83    |       |
| 9. April  | Rudolf Arzinger                       | deutscher Völkerrechtler und Jurist                                                                                    | 48    |       |
| 9. April  | Arnold Hugh Martin Jones              | britischer Historiker [Verstorbene Stipendiaten – British Academy (Memento vom 11. Dezember 2013 im Internet Archive)] | 66    |       |
| 9. April  | István Kozma                          | ungarischer Ringer | 30    |       |
| 9. April  | Kurt Malisch                          | deutscher Schwimmer | 88    |       |
| 9. April  | Gogo Nushi                            | albanischer kommunistischer Politiker                                                                                  | 56    |       |
| 9. April  | Gonzague de Reynold                   | Schweizer Schriftsteller und Professor                                                                                 | 89    |       |
| 9. April  | Hans-Joachim Wiemken                  | deutscher Steuermann im Rudern                                                                                         | 43    |       |
| 10. April | Rudolf Bergander                      | deutscher Maler | 60    |       |
| 10. April | Leopold Nenninger                     | deutscher Orgelbauer                                                                                                   | 89    |       |
| 10. April | Mishel Piastro                        | US-amerikanischer Geiger und Dirigent                                                                                  | 78    |       |
| 10. April | Kenneth Harry Roscoe                  | britischer Bauingenieur                                                                                                | 55    |       |
| 10. April | Luís Victor Sartori                   | brasilianischer römisch-katholischer Bischof von Santa Maria                                                           | 65    |       |
| 11. April | Victor Desautels                      | kanadischer Opernsänger (Tenor) und Impresario                                                                         | 77    |       |
| 11. April | Eugen Kuhn                            | Schweizer Lehrer und Schriftkünstler                                                                                   | 74    |       |
| 11. April | Lis Goebel                            | deutsche Malerin | 85    |       |
| 11. April | Cathy O’Donnell                       | US-amerikanische Schauspielerin                                                                                        | 46    |       |
| 11. April | John O’Hara                           | US-amerikanischer Schriftsteller                                                                                       | 65    |       |
| 11. April | Franz Schoenberner                    | deutscher Redakteur und Schriftsteller                                                                                 | 77    |       |
| 11. April | Franz Vonessen                        | deutscher Arzt | 77    |       |
| 12. April | Armin Jeker                           | Schweizer Beamter | 75    |       |
| 12. April | Kerstin Thorborg                      | schwedische Opernsängerin                                                                                              | 73    |       |
| 12. April | Victor Trivas                         | russisch-US-amerikanischer Filmregisseur, Drehbuchautor und Szenenbildner                                              | 73    |       |
| 12. April | Arlington Valles                      | US-amerikanischer Kostümbildner                                                                                        | 83    |       |
| 12. April | Margarete Wessel                      | Mutter von Horst Wessel                                                                                                |       |       |
| 12. April | Alois Wotawa                          | österreichischer Schachkomponist und Staatsanwalt                                                                      | 73    |       |
| 13. April | Otto Max Gäbel                        | sächsischer Abgeordneter                                                                                               | 80    |       |
| 13. April | Jan Jakobs Janssen                    | deutscher Pilot | 45    |       |
| 13. April | Franz Moeller                         | deutscher Elektrotechniker                                                                                             | 72    |       |
| 13. April | Fritz Rösing                          | deutscher Heeresoffizier, Funktionär und Politiker                                                                     | 95    |       |
| 14. April | Willy Johannmeyer                     | letzter Heeresadjutant in der Zeit des Nationalsozialismus                                                             | 54    |       |
| 14. April | Erich Franz Leischner                 | österreichischer Architekt                                                                                             | 83    |       |
| 14. April | Ernst August Schlinkmeier             | deutscher Politiker, MdL                                                                                               | 88    |       |
| 14. April | Hans Sponnier                         | deutscher Zeichner und Grafiker                                                                                        | 80    |       |
| 14. April | Felix Sümmermann                      | deutscher Jurist | 80    |       |
| 15. April | Gerhard Gloege                        | deutscher lutherischer Theologe                                                                                        | 68    |       |
| 15. April | George Goldner                        | US-amerikanischer Komponist und Musikproduzent                                                                         | 52    |       |
| 15. April | Friedrich Gschweidl                   | österreichischer Fußballspieler und Trainer                                                                            | 68    |       |
| 15. April | Viktoria von Lieres und Wilkau        | deutsche Kunsthistorikerin und Klassische Archäologin                                                                  | 88    |       |
| 15. April | Erich von Lojewski                    | deutscher Journalist, Redakteur und Schriftsteller                                                                     | 61    |       |
| 15. April | Peter Martin                          | deutscher Politiker (NSDAP), MdR und Mitglied der SS                                                                   | 81    |       |
| 15. April | Floyd Alonzo McClure                  | US-amerikanischer Botaniker                                                                                            | 72    |       |
| 16. April | Gennaro Ciaburri                      | italienischer Bakteriologe, Naturwissenschaftler und Allgemeinpraktiker                                                | 88    |       |
| 16. April | Richard Neutra                        | österreichischer Architekt                                                                                             | 78    |       |
| 16. April | Helmut Ulrich                         | deutscher Tischtennisspieler                                                                                           | 56    |       |
| 17. April | Alexius I.                            | Patriarch von Moskau                                                                                                   | 92    |       |
| 17. April | Domenico Gnoli                        | italienischer Maler, Grafiker und Zeichner                                                                             | 36    |       |
| 17. April | Hanns Hoffmann-Lederer                | deutscher Bildhauer, Grafiker, Designer und Kunsthochschullehrer                                                       | 71    |       |
| 17. April | Michał Kalecki                        | polnischer Ökonom | 70    |       |
| 17. April | Ingvar Lindberg                       | schwedischer Eisschnellläufer                                                                                          | 58    |       |
| 17. April | Bernhard Pawelcik                     | deutscher Verwaltungsjurist und Richter; Erster Bürgermeister der Ordensstadt Marienburg                               | 90    |       |
| 17. April | Rudolf Petersson                      | schwedischer Comiczeichner und Karikaturist                                                                            | 73    |       |
| 17. April | Wilhelm Emanuel Süskind               | deutscher Schriftsteller und Journalist                                                                                | 68    |       |
| 17. April | Georg Völker                          | deutscher Politiker, MdL                                                                                               | 82    |       |
| 17. April | Josef Wodka                           | römisch-katholischer Theologe und Kirchenhistoriker                                                                    | 61    |       |
| 18. April | Richard Atcherley                     | britischer Offizier der Luftstreitkräfte des Vereinigten Königreichs                                                   | 66    |       |
| 18. April | Halfdan Bjølgerud                     | norwegischer Hochspringer                                                                                              | 86    |       |
| 18. April | Ján Chabada                           | slowakischer evangelisch-lutherischer Theologe                                                                         | 55    |       |
| 18. April | Eberhard M. Fels                      | deutscher Wirtschaftswissenschaftler                                                                                   | 46    |       |
| 18. April | Don Finlay                            | britischer Hürdensprinter                                                                                              | 60    |       |
| 18. April | Alfons Härtel                         | deutscher katholischer Geistlicher                                                                                     | 70    |       |
| 18. April | Clara Klinghoffer                     | britische Malerin, Zeichnerin und Grafikerin                                                                           | 69    |       |
| 18. April | Paul Renne                            | US-amerikanischer Biathlet                                                                                             | 30    |       |
| 18. April | Hans Rost                             | deutscher Journalist und Suizidforscher                                                                                | 92    |       |
| 18. April | Franz Schütz                          | deutscher Politiker, MdL                                                                                               | 69    |       |
| 18. April | Henri Stalter                         | französischer Automobilrennfahrer                                                                                      | 86    |       |
| 18. April | Glenn Tryon                           | US-amerikanischer Schauspieler, Filmregisseur, Drehbuchautor und Filmproduzent                                         | 71    |       |
| 18. April | Klara Weich                           | deutsche Politikerin, MdR                                                                                              | 86    |       |
| 19. April | Friedrich Burschell                   | deutscher Schriftsteller                                                                                               | 80    |       |
| 19. April | Alfred Euerl                          | deutscher Politiker der CSU                                                                                            | 73    |       |
| 19. April | Rudolf Fichtner                       | deutscher Produktions- und Aufnahmeleiter                                                                              | 70    |       |
| 19. April | Konrad Frühwald                       | deutscher Politiker (DNVP, FDP), MdB, MdL                                                                              | 79    |       |
| 19. April | Husk O’Hare                           | US-amerikanischer Jazz-Impresario und Bandleader                                                                       | 73    |       |
| 19. April | Rosl Schwaiger                        | österreichische Opernsängerin (Sopran)                                                                                 | 51    |       |
| 19. April | Emma Tschudinowskich                  | sowjetische Mediävistin und Hochschullehrerin                                                                          | 33    |       |
| 20. April | Ludwig Arnsperger                     | deutscher Chirurg | 92    |       |
| 20. April | Josef Beneš                           | tschechischer Philosoph                                                                                                | 68    |       |
| 20. April | Perry Bradford                        | US-amerikanischer Musikproduzent, Pianist und Sänger                                                                   | 77    |       |
| 20. April | Héctor García Godoy                   | dominikanischer Politiker, Staatspräsident der Dominikanischen Republik                                                | 49    |       |
| 20. April | Tilly Wedekind                        | deutsche Schauspielerin                                                                                                | 84    |       |
| 21. April | Herrmann Becker                       | deutscher Offizier der Fliegertruppe im Ersten Weltkrieg                                                               | 82    |       |
| 21. April | Leroy Brown                           | US-amerikanischer Leichtathlet                                                                                         | 68    |       |
| 21. April | Hermann Finkeldey                     | deutscher Politiker, MdL                                                                                               | 76    |       |
| 21. April | Earl Hooker                           | US-amerikanischer Bluesmusiker                                                                                         |       |       |
| 21. April | Paul-Otto Schmidt                     | Chefdolmetscher im Auswärtigen Amt                                                                                     | 70    |       |
| 21. April | Enid Starkie                          | irische Romanistin und Literaturwissenschaftlerin, die in England als Hochschullehrerin wirkte                         | 72    |       |
| 21. April | August Vollmar                        | deutscher Politiker, MdL                                                                                               | 77    |       |
| 22. April | Stanley Benham                        | US-amerikanischer Bobfahrer                                                                                            | 56    |       |
| 22. April | Karl Panitzki                         | deutscher Politiker, MdL                                                                                               | 88    |       |
| 22. April | Christel Felizitas Schmid             | evangelische Pfadfinderin und Ordensgründerin                                                                          | 77    |       |
| 22. April | Alois Wessely                         | österreichischer Politiker, Landeshauptmann-Stellvertreter im Burgenland                                               | 74    |       |
| 22. April | Otto Zollinger                        | Schweizer Architekt | 83    |       |
| 23. April | Carlo Arnaudi                         | italienischer Agrarwissenschaftler, Mikrobiologe, Hochschullehrer, Politiker (Senator und Minister)                    | 70    |       |
| 23. April | Alfred Burgemeister                   | deutscher Offizier, Einzelhandelskaufmann und Politiker, MdB                                                           | 63    |       |
| 23. April | Adeline Genée                         | dänische Ballett-Tänzerin                                                                                              | 92    |       |
| 23. April | Hildegard Piscator                    | Schauspielerin und Schriftstellerin                                                                                    | 70    |       |
| 23. April | Johannes Richter                      | deutscher Journalist und Politiker, MdHB                                                                               | 74    |       |
| 24. April | Heinrich Blasius                      | deutscher Physiker | 86    |       |
| 24. April | Jean-Baptiste Boivin                  | französischer Ordensgeistlicher, Apostolischer Vikar und Erzbischof von Abidjan                                        | 72    |       |
| 24. April | Cassiano Branco                       | portugiesischer Architekt                                                                                              | 72    |       |
| 24. April | August Heinrich Bruinier              | deutscher Geiger und Violinpädagoge                                                                                    | 72    |       |
| 24. April | Reinhold Koehler                      | deutscher experimenteller Maler, Grafiker, Objektkünstler und Lyriker                                                  | 50    |       |
| 24. April | M. S. Krishnan                        | indischer Geologe | 71    |       |
| 24. April | Paul Lehmann-Brauns                   | deutscher Landschaftsmaler                                                                                             | 84    |       |
| 24. April | Richard Papsdorf                      | deutscher Kunstmaler                                                                                                   | 76    |       |
| 24. April | Otis Spann                            | US-amerikanischer Blues-Pianist und -Sänger                                                                            | 40    |       |
| 24. April | Elisabeth Studer-von Goumoëns         | Schweizer Krankenschwester, Bürgerrechtlerin                                                                           | 91    |       |
| 25. April | Oliver Bulleid                        | britischer Lokomotivkonstrukteur                                                                                       | 87    |       |
| 25. April | Gustav Ferl                           | deutscher sozialdemokratischer Politiker, MdR                                                                          | 79    |       |
| 25. April | Otto Gail                             | deutscher Verwaltungsjurist und Landrat                                                                                | 82    |       |
| 25. April | Raffaele Guariglia                    | italienischer Jurist, Diplomat und Politiker                                                                           | 81    |       |
| 25. April | Hans Haidenbauer                      | österreichischer Arbeiterdichter                                                                                       | 67    |       |
| 25. April | Sabine Impekoven                      | deutsche Schauspielerin                                                                                                | 80    |       |
| 25. April | Anita Louise                          | US-amerikanische Schauspielerin                                                                                        | 55    |       |
| 26. April | Francisco Pinto da Cunha Leal         | Premierminister von Portugal                                                                                           | 81    |       |
| 26. April | Maurice Geldhof                       | belgischer Radrennfahrer                                                                                               | 64    |       |
| 26. April | Alban Heß                             | deutscher Buchhändler und Gegner des Nationalsozialismus                                                               | 79    |       |
| 26. April | John Knittel                          | Schweizer Schriftsteller                                                                                               | 79    |       |
| 26. April | Jay Le Fevre                          | US-amerikanischer Politiker                                                                                            | 76    |       |
| 26. April | Gypsy Rose Lee                        | US-amerikanische Revuetänzerin, Schauspielerin und Schriftstellerin                                                    | 59    |       |
| 26. April | Mariette Lydis                        | österreichisch-argentinische Malerin, Zeichnerin, Illustratorin und Graphikerin                                        | 82    |       |
| 26. April | Paul Mahlberg                         | deutscher Architekt, Kunsthistoriker und Designer                                                                      | 80    |       |
| 26. April | Clemens Plassmann                     | deutscher Bankmanager                                                                                                  | 76    |       |
| 27. April | Wilhelm Fahrmbacher                   | deutscher Offizier, zuletzt General der Artillerie im Zweiten Weltkrieg                                                | 81    |       |
| 27. April | Philip Harben                         | britischer Koch | 63    |       |
| 27. April | Ilmari Kianto                         | finnischer Schriftsteller                                                                                              | 95    |       |
| 27. April | Hugo Kleinbrod                        | österreichischer Kaplan                                                                                                | 59    |       |
| 27. April | Alexei Wassiljewitsch Schubnikow      | russischer Kristallograph und Mathematiker                                                                             | 83    |       |
| 27. April | Arthur Shields                        | irischer Schauspieler und jüngerer Bruder des Schauspielers Barry Fitzgerald                                           | 74    |       |
| 27. April | Marda Vanne                           | südafrikanische Theater- und Filmschauspielerin                                                                        | 73    |       |
| 27. April | Luise Willer                          | deutsche Opernsängerin (Alt) und Gesangspädagogin                                                                      | 81    |       |
| 28. April | Ed Begley                             | US-amerikanischer Theater- und Filmschauspieler                                                                        | 69    |       |
| 28. April | Herbert Burgmüller                    | deutscher Schriftsteller                                                                                               | 56    |       |
| 28. April | Alberto Domínguez Cámpora             | uruguayischer Politiker                                                                                                | 74    |       |
| 28. April | Harry Fränkel                         | deutscher Maler und Grafiker                                                                                           | 58    |       |
| 28. April | Felix Havenstein                      | deutscher Schriftsteller und Heimatforscher                                                                            | 76    |       |
| 28. April | Enrique Adolfo Jiménez Brin           | panamaischer Diplomat und Politiker                                                                                    |       |       |
| 28. April | Ralph von Oriola                      | deutscher General der Infanterie im Zweiten Weltkrieg                                                                  | 74    |       |
| 28. April | Alfred Reich                          | deutscher Gartenarchitekt und Sachbuchautor                                                                            | 62    |       |
| 28. April | Karl Wintersberger                    | deutscher Jurist und Staatsanwalt                                                                                      | 89    |       |
| 28. April | Leopold Zahn                          | österreichischer Schriftsteller und Kunsthistoriker                                                                    | 79    |       |
| 29. April | Maxwell Deacon                        | kanadischer Eishockeyspieler                                                                                           | 60    |       |
| 29. April | Forrest DeBernardi                    | US-amerikanischer Basketballspieler                                                                                    | 71    |       |
| 29. April | Edwin Homer Ellison                   | US-amerikanischer Forscher und Chirurg                                                                                 | 51    |       |
| 29. April | Paul Finsler                          | Schweizer Mathematiker                                                                                                 | 76    |       |
| 29. April | Bert Heller                           | deutscher Maler und Kunsthochschulrektor                                                                               | 58    |       |
| 30. April | Franz Marten                          | deutscher Maler und Grafiker                                                                                           | 72    |       |
| 30. April | Herbert Molwitz                       | deutscher Kupferstecher und Radierer                                                                                   | 69    |       |
| 30. April | Jacques Presser                       | niederländischer Historiker                                                                                            | 71    |       |
| 30. April | Karl Richardt                         | deutscher Gewerkschafter                                                                                               | 65    |       |
| 30. April | Inger Stevens                         | schwedisch-amerikanische Schauspielerin                                                                                | 35    |       |
| April     | Josef Remold                          | deutscher Radrennfahrer                                                                                                | 70    |       |
| April     | Artjom Sarkissowitsch Terjan          | sowjetischer Ringer | 40    |       |

## Mai
| Tag     | Name                             | Beruf, bekannt als                                                                                              | Alter | Beleg |
| ------- | -------------------------------- | --- | ----- | ----- |
| 1. Mai  | Henry Berliner                   | US-amerikanischer Flugzeug- und Helikopterpionier                                                               | 74    |       |
| 1. Mai  | Nan Chauncy                      | australische Kinderbuchautorin                                                                                  | 69    |       |
| 1. Mai  | Philipp Dott                     | deutscher Maler und Sgraffito Künstler                                                                          | 57    |       |
| 1. Mai  | Günther Gereke                   | deutscher Jurist und Politiker (DNVP, CNBL, CDU, GB/BHE), MdR, MdL                                              | 76    |       |
| 1. Mai  | Ralph Hartley                    | US-amerikanischer Elektroingenieur und Mitbegründer der Informationstheorie                                     | 81    |       |
| 1. Mai  | Nagata Shunsui                   | japanischer Maler der Nihonga-Richtung                                                                          | 81    |       |
| 1. Mai  | William St. Onge                 | US-amerikanischer Politiker                                                                                     | 55    |       |
| 2. Mai  | Walther von Boeckmann            | preußischer Verwaltungsjurist und Landrat                                                                       | 81    |       |
| 2. Mai  | Andreas Franz                    | deutscher Fußballspieler                                                                                        | 72    |       |
| 3. Mai  | Candelario Huízar                | mexikanischer Komponist, Musiker und Musikpädagoge                                                              | 88    |       |
| 3. Mai  | Ernst Petermann                  | deutscher Schlagertexter und Humorist                                                                           | 80    |       |
| 4. Mai  | Piero Pierotti                   | italienischer Filmregisseur und Drehbuchautor                                                                   | 58    |       |
| 4. Mai  | Sandra Lee Scheuer               | US-amerikanische Studentin, Opfer des Kent-State-Massakers                                                      | 20    |       |
| 4. Mai  | Eduard Ulmer                     | österreichischer Politiker, Landtagsabgeordneter                                                                | 70    |       |
| 4. Mai  | Heinrich Rudolph Wahlen          | deutscher Kaufmann und schwedischer Konsul für Deutsch-Neuguinea                                                | 96    |       |
| 5. Mai  | Dudley DeGroot                   | US-amerikanischer Rugby-Unionspieler, American-Football-Spieler und -Trainer                                    | 70    |       |
| 5. Mai  | Heinz Dilthey                    | deutscher Politiker (DP, GDP), MdBB                                                                             | 64    |       |
| 5. Mai  | Nicholas Kaufmann                | deutscher Arzt und Filmregisseur                                                                                | 77    |       |
| 5. Mai  | Walter Maria Kersting            | deutscher Architekt und Industriedesigner                                                                       | 77    |       |
| 5. Mai  | Edna Mayo                        | US-amerikanische Theaterschauspielerin und Filmschauspielerin während der Stummfilm-Ära                         | 75    |       |
| 6. Mai  | John D. Beazley                  | britischer Klassischer Archäologe                                                                               | 84    |       |
| 6. Mai  | Friedrich Dettmann               | deutscher Politiker (KPD, SED), MdHB                                                                            | 72    |       |
| 6. Mai  | Giovanni Giuriati                | italienischer faschistischer Politiker, Mitglied der Camera dei deputati                                        | 93    |       |
| 6. Mai  | Wilhelm Lückert                  | deutscher Pädagoge                                                                                              | 65    |       |
| 6. Mai  | Tichon Sacharowitsch Sjomuschkin | sowjetischer Schriftsteller                                                                                     | 69    |       |
| 6. Mai  | Karl Stachelscheid               | deutscher Maler                                                                                                 | 52    |       |
| 6. Mai  | Ernst Wehrli                     | Schweizer Maler                                                                                                 | 77    |       |
| 06. Mai | Max Westerkamp                   | niederländischer Hockeyspieler                                                                                  | 57    |       |
| 7. Mai  | Wilhelm Andreae                  | deutscher Kakteenspezialist                                                                                     | 74    |       |
| 7. Mai  | Willi Brundert                   | deutscher Widerstandskämpfer und Politiker                                                                      | 57    |       |
| 7. Mai  | Carlos Estrada                   | uruguayischer Komponist, Dirigent und Musikpädagoge                                                             | 60    |       |
| 7. Mai  | Leopold Gruber                   | österreichischer Bauer, Volksbildner und Politiker, Landtagsabgeordneter                                        | 84    |       |
| 7. Mai  | Johannes Hauser                  | deutscher Politiker, MdL                                                                                        | 79    |       |
| 7. Mai  | Vito Raeli                       | italienischer Musikwissenschaftler und Musikschriftsteller                                                      | 89    |       |
| 7. Mai  | Lloyd Thurston                   | US-amerikanischer Politiker                                                                                     | 90    |       |
| 7. Mai  | Heinz-Ulrich Wieselmann          | deutscher Motorjournalist                                                                                       | 57    |       |
| 8. Mai  | August Wilhelm Dressler          | deutscher Maler                                                                                                 | 83    |       |
| 8. Mai  | Adolf Harbich                    | deutscher Opernsänger (Bariton)                                                                                 | 83    |       |
| 8. Mai  | Fritz Weidling                   | deutscher Offizier, zuletzt Generalrichter der Luftwaffe im Zweiten Weltkrieg                                   | 69    |       |
| 9. Mai  | Franz Etzel                      | deutscher Politiker (DNVP, CDU), MdB                                                                            | 67    |       |
| 9. Mai  | Louise Freeland Jenkins          | US-amerikanische Astronomin                                                                                     | 81    |       |
| 9. Mai  | Kiyoo Kanda                      | japanischer Fußballspieler                                                                                      | ?     |       |
| 9. Mai  | Walter Reuther                   | US-amerikanischer Gewerkschafter                                                                                | 62    |       |
| 9. Mai  | Camillo Ugi                      | deutscher Fußballspieler                                                                                        | 85    |       |
| 10. Mai | Walther Bolz                     | deutscher Veterinärchirurg                                                                                      | 68    |       |
| 10. Mai | Georg Evenius                    | deutscher Politiker                                                                                             | 71    |       |
| 10. Mai | Alfred Karasek                   | deutscher Volkskundler                                                                                          | 68    |       |
| 10. Mai | Xaver Muther                     | österreichischer Politiker, Landtagsabgeordneter zum Vorarlberger Landtag                                       | 79    |       |
| 10. Mai | Leslie Sabo                      | US-amerikanischer Soldat                                                                                        | 22    |       |
| 10. Mai | Bernhard Schineller              | deutscher Politiker                                                                                             | 85    |       |
| 10. Mai | Hellmuth von Weber               | deutscher Rechtswissenschaftler und Kriminologe                                                                 | 76    |       |
| 11. Mai | Johnny Hodges                    | US-amerikanischer Jazz-Musiker (Altsaxophon)                                                                    | 63    |       |
| 11. Mai | Paul Schimpke                    | deutscher Werkstoffkundler und Schweißtechniker, Hochschullehrer und Rektor der Staatlichen Akademie für Tec... | 89    |       |
| 12. Mai | Władysław Anders                 | polnischer General und Politiker                                                                                | 77    |       |
| 12. Mai | Parke M. Banta                   | US-amerikanischer Politiker                                                                                     | 78    |       |
| 12. Mai | Eugene B. Crowe                  | US-amerikanischer Politiker                                                                                     | 92    |       |
| 12. Mai | Henryk Hayden                    | polnischer Maler                                                                                                | 86    |       |
| 12. Mai | Anton Heinstadt                  | Landtagsabgeordneter Volksstaat Hessen                                                                          | 83    |       |
| 12. Mai | Carl Rothe                       | deutscher Literat                                                                                               | 70    |       |
| 12. Mai | Nelly Sachs                      | deutsche Schriftstellerin, Lyrikerin und Literatur-Nobelpreisträgerin                                           | 78    |       |
| 12. Mai | Kurt Severin                     | deutscher Grafiker und Entwerfer von Porzellan-Dekor                                                            | 74    |       |
| 13. Mai | Rudolf Beran                     | österreichischer Bildhauer und Museumsbediensteter                                                              | 55    |       |
| 13. Mai | William Dobell                   | australischer Maler und Bildhauer                                                                               | 70    |       |
| 13. Mai | Alfons Schöpflin                 | deutscher Politiker                                                                                             | 71    |       |
| 14. Mai | Sepp Bildstein                   | österreichischer Skipionier                                                                                     | 79    |       |
| 14. Mai | Billie Burke                     | US-amerikanische Schauspielerin                                                                                 | 85    |       |
| 14. Mai | Harold Cooper                    | australischer Anthropologe und Historiker                                                                       | 83    |       |
| 14. Mai | Jack Fina                        | US-amerikanischer Pianist, Komponist und Bandleader                                                             | 56    |       |
| 14. Mai | Fritz Gerstenberger              | deutscher Mundartdichter                                                                                        | 71    |       |
| 14. Mai | Kurt Hoppstädter                 | deutscher Heimatforscher und Heraldiker                                                                         | 64    |       |
| 14. Mai | Fritz Perls                      | Psychiater und Psychotherapeut                                                                                  | 76    |       |
| 14. Mai | Martin Redeker                   | deutscher Theologe und Politiker, MdL                                                                           | 69    |       |
| 14. Mai | Louise Goff Reece                | US-amerikanische Politikerin                                                                                    | 71    |       |
| 14. Mai | Emilio Villanueva                | bolivianischer Architekt                                                                                        | 87    |       |
| 15. Mai | Elsa Björklund                   | schwedische Schwimmerin                                                                                         | 75    |       |
| 15. Mai | Jaime Martins Barata             | portugiesischer Designer und Medailleur                                                                         |       |       |
| 15. Mai | Nathan Beauregard                | US-amerikanischer Bluesmusiker                                                                                  |       |       |
| 15. Mai | Hans Engel                       | deutscher Musikwissenschaftler                                                                                  | 75    |       |
| 15. Mai | Ernst Klische                    | deutscher Politiker, MdL                                                                                        | 58    |       |
| 15. Mai | Wilhelm Schönmann                | deutscher Schachmeister                                                                                         | 81    |       |
| 15. Mai | Justin Steinfeld                 | deutscher Schriftsteller                                                                                        | 84    |       |
| 15. Mai | François Willi Wendt             | französischer Maler des Informel                                                                                | 60    |       |
| 16. Mai | Uno Henning                      | schwedischer Schauspieler                                                                                       | 74    |       |
| 16. Mai | Clifford R. Hope                 | US-amerikanischer Politiker                                                                                     | 76    |       |
| 16. Mai | Michael Müller                   | deutscher katholischer Theologe                                                                                 | 80    |       |
| 16. Mai | Dorothee von Velsen              | deutsche Schriftstellerin und Frauenrechtlerin                                                                  | 86    |       |
| 17. Mai | Anna Helene Askanasy             | österreichisch-kanadische Schriftstellerin, Feministin und Friedensaktivistin                                   | 76    |       |
| 17. Mai | Nigel Balchin                    | britischer Schriftsteller und Drehbuchautor                                                                     | 61    |       |
| 17. Mai | Ernst Blum                       | deutscher Jurist                                                                                                | 68    |       |
| 17. Mai | Heinz Hartmann                   | österreichisch-US-amerikanischer Psychiater und Psychoanalytiker                                                | 75    |       |
| 17. Mai | Wolf von Igel                    | deutscher Agent und Offizier                                                                                    | 82    |       |
| 17. Mai | Georges Limbour                  | französischer Schriftsteller, Philosoph und Poet                                                                | 69    |       |
| 17. Mai | Frank Simmons                    | englisch-chilenischer Fußballspieler                                                                            | 85    |       |
| 17. Mai | Grete Vogel                      | deutsche Arbeiter-Funktionärin und Politikerin, MdBB                                                            | 78    |       |
| 18. Mai | Martín Aphesteguy                | uruguayischer Fußballspieler und Schiedsrichter                                                                 | 81    |       |
| 18. Mai | Bob Crawford                     | US-amerikanischer Leichtathlet                                                                                  | 71    |       |
| 18. Mai | Fritz Erich Lehmann              | Schweizer Zoologe                                                                                               | 68    |       |
| 18. Mai | Margaret Leischner               | deutsch-britische Textildesignerin                                                                              | 63    |       |
| 18. Mai | Marco Antonio Yon Sosa           | guatemaltekischer Berufsoffizier und Guerillaführer                                                             |       |       |
| 19. Mai | Martin Branner                   | US-amerikanischer Comiczeichner                                                                                 | 81    |       |
| 19. Mai | Tadeusz Breza                    | polnischer Schriftsteller                                                                                       | 64    |       |
| 19. Mai | Gustav Wilhelm Harmssen          | deutscher Kaufmann, Senator, Generalkonsul und Politiker (BDV, FDP), MdBB                                       | 80    |       |
| 19. Mai | Halvard Lange                    | norwegischer Politiker (Arbeiterpartei), Mitglied des Storting                                                  | 67    |       |
| 19. Mai | Ray Schalk                       | US-amerikanischer Baseballspieler und -manager                                                                  | 77    |       |
| 19. Mai | Fritz Schwerdt                   | deutscher Kirchengoldschmied                                                                                    | 68    |       |
| 19. Mai | Paul Sturzenegger                | Schweizer Fußballspieler                                                                                        | 67    |       |
| 19. Mai | Fritz Wondrejz                   | deutscher Glasgestalter                                                                                         | 59    |       |
| 20. Mai | Bertha Badt-Strauss              | deutsche Publizistin, Journalistin und Autorin                                                                  | 84    |       |
| 20. Mai | Willy Ewert                      | deutscher Politiker, MdBB und Bremer Senator                                                                    | 76    |       |
| 20. Mai | Josef Illig                      | deutscher Kameramann                                                                                            | 62    |       |
| 20. Mai | Ernst Liebenauer                 | österreichischer Maler                                                                                          | 85    |       |
| 20. Mai | Hermann Nunberg                  | austroamerikanischer Psychoanalytiker                                                                           | 86    |       |
| 20. Mai | Alexander Michailowitsch Samarin | russischer Metallurg und Hochschullehrer                                                                        | 67    |       |
| 20. Mai | Oscar Schellbach                 | deutscher Autor, Begründer des Mental-Positivismus und Lebenslehrer                                             | 68    |       |
| 20. Mai | Effie J. Taylor                  | kanadische Krankenschwester und Präsidentin des International Council of Nurses                                 | 96    |       |
| 21. Mai | Otto Bongartz                    | deutscher Architekt                                                                                             | 74    |       |
| 21. Mai | William H. Duckworth             | US-amerikanischer Politiker                                                                                     | 84    |       |
| 21. Mai | Vinton Hayworth                  | US-amerikanischer Schauspieler                                                                                  | 63    |       |
| 21. Mai | Gerhard Klein                    | deutscher Filmregisseur und Drehbuchautor, MdV (Kulturbund)                                                     | 50    |       |
| 21. Mai | Juro Kubicek                     | deutscher Kunstmaler                                                                                            | 64    |       |
| 21. Mai | Mia Münster                      | deutsche bildende Künstlerin                                                                                    | 76    |       |
| 21. Mai | František Škvor                  | tschechischer Komponist, Dirigent und Pianist                                                                   | 71    |       |
| 21. Mai | Leonid Teliga                    | polnischer Journalist, Autor und Dolmetscher                                                                    | 52    |       |
| 22. Mai | Delia Akeley                     | US-amerikanische Entdeckerin                                                                                    | 94    |       |
| 22. Mai | Otto Baecker                     | deutscher Kameramann                                                                                            | 72    |       |
| 22. Mai | Albert Brosch                    | deutscher Volksliedsammler                                                                                      | 84    |       |
| 22. Mai | Hedwig Hillengaß                 | deutsche Opernsängerin (Sopran)                                                                                 | 67    |       |
| 22. Mai | Goodwin Knight                   | US-amerikanischer Politiker                                                                                     | 73    |       |
| 22. Mai | Willa Muir                       | schottische Schriftstellerin und Übersetzerin                                                                   | 80    |       |
| 22. Mai | Constantin Andreas von Regel     | russisch-litauischer Botaniker                                                                                  | 79    |       |
| 22. Mai | Walter Windfuhr                  | deutscher Theologe und Judaist                                                                                  | 92    |       |
| 23. Mai | René Capitant                    | französischer Jurist und Politiker                                                                              | 68    |       |
| 23. Mai | Panampilly Govinda Menon         | indischer Politiker (INC), Lok-Sabha-Mitglied, Chief Minister und Unionsminister                                | 63    |       |
| 23. Mai | William Lloyd Warner             | US-amerikanischer Anthropologe und Sozialpsychologe                                                             | 71    |       |
| 23. Mai | Josef Zeppetzauer                | österreichischer Forstarbeiter, Gewerkschafter und Politiker                                                    | 83    |       |
| 24. Mai | Cevat Açıkalın                   | türkischer Diplomat                                                                                             |       |       |
| 24. Mai | Frank Dalby Davison              | australischer Schriftsteller                                                                                    | 76    |       |
| 24. Mai | Cliff Jackson                    | US-amerikanischer Jazzmusiker                                                                                   | 67    |       |
| 24. Mai | Regina Kari                      | finnische Schwimmerin                                                                                           | 77    |       |
| 24. Mai | Else Liefmann                    | Ärztin und Sozialarbeiterin                                                                                     | 88    |       |
| 24. Mai | Folco Lulli                      | italienischer Schauspieler                                                                                      | 57    |       |
| 24. Mai | Ludwig Sager                     | deutscher Lehrer und Dichter                                                                                    | 84    |       |
| 24. Mai | Walter Schartner                 | deutscher Komponist und Dirigent                                                                                | 75    |       |
| 24. Mai | J. George Stewart                | US-amerikanischer Politiker                                                                                     | 79    |       |
| 25. Mai | Esra Atja                        | israelischer ultraorthodoxer Rabbiner                                                                           |       |       |
| 25. Mai | Max Berger                       | deutscher Jurist und Militäroberstaatsanwalt der Nationalen Volksarmee (NVA) der DDR (1956–1958)                | 76    |       |
| 25. Mai | Christopher Dawson               | britischer Privatgelehrter                                                                                      | 80    |       |
| 25. Mai | Michail Fjodorowitsch Lukin      | sowjetischer General                                                                                            | 77    |       |
| 25. Mai | Tom Patey                        | britischer Bergsteiger                                                                                          | 38    |       |
| 25. Mai | Franz Strobl                     | österreichischer Politiker (SdP), Mitglied des Bundesrates                                                      | 76    |       |
| 25. Mai | Arnold Williams                  | US-amerikanischer Politiker                                                                                     | 72    |       |
| 26. Mai | Ronald Victor Courtenay Bodley   | britischer Militär und Schriftsteller                                                                           | 78    |       |
| 26. Mai | Jutta Klamt                      | deutsche Tänzerin, Choreographin und Tanzpädagogin                                                              | 80    |       |
| 26. Mai | Gottlob Kopp                     | deutscher Malermeister und Politiker (DVP), MdL                                                                 | 74    |       |
| 26. Mai | Karl Küpper                      | deutscher Büttenredner (Köln), der sich offen gegen die Nationalsozialisten positionierte                       | 64    |       |
| 26. Mai | Lambert Schneider                | deutscher Verleger aus katholischer Familie                                                                     | 70    |       |
| 26. Mai | Gustav Zimmermann                | deutscher Kommunalpolitiker                                                                                     | 87    |       |
| 27. Mai | Hermann Abtmeyer                 | deutscher Unternehmer                                                                                           | 62    |       |
| 27. Mai | Albert Holl                      | deutscher Graveur, Medailleur und Bildhauer                                                                     | 80    |       |
| 27. Mai | Louis Koeltz                     | französischer Offizier, zuletzt Generalleutnant                                                                 | 85    |       |
| 27. Mai | Rose McConnell Long              | US-amerikanische Politikerin                                                                                    | 78    |       |
| 27. Mai | Georg Pallaske                   | deutscher Veterinär und Hochschullehrer an der Universität Leipzig und Universität Gießen                       | 72    |       |
| 27. Mai | Prempeh II.                      | Asantehene (Herrscher) des Königreichs Aschanti im heutigen Ghana                                               |       |       |
| 28. Mai | Ricardo Bayer                    | chilenischer Leichtathlet                                                                                       | 66    |       |
| 28. Mai | Egon Bölsche                     | deutscher Kapellmeister an verschiedenen Theatern Deutschlands                                                  | 63    |       |
| 28. Mai | Helmuth Ebbs                     | deutscher Schauspieler, Theaterregisseur und -intendant                                                         | 75    |       |
| 28. Mai | Hans Hackmack                    | deutscher Journalist, Verleger und Politiker (USPD, SPD), MdBB                                                  | 70    |       |
| 28. Mai | Iuliu Hossu                      | rumänischer Kardinal und Bischof von Gherla                                                                     | 85    |       |
| 28. Mai | Georg Kretzschmar                | deutscher Maler und Grafiker                                                                                    | 81    |       |
| 28. Mai | Feike Lietzen                    | niederländischer Fußballspieler                                                                                 | 76    |       |
| 28. Mai | Alexander Stein                  | deutscher Fregattenkapitän der Kriegsmarine                                                                     | 79    |       |
| 29. Mai | Mikola Abramtschyk               | weißrussischer politischer Aktivist                                                                             | 66    |       |
| 29. Mai | Sünuhi Arsan                     | türkischer Richter, Präsident des Verfassungsgerichts der Türkei                                                |       |       |
| 29. Mai | Jaroslav Černý                   | tschechischer Ägyptologe                                                                                        | 71    |       |
| 29. Mai | Otto Groos                       | deutscher Marineoffizier, zuletzt Admiral der Kriegsmarine                                                      | 87    |       |
| 29. Mai | John Gunther                     | US-amerikanischer Autor und Journalist                                                                          | 68    |       |
| 29. Mai | Eva Hesse                        | US-amerikanische Künstlerin                                                                                     | 34    |       |
| 29. Mai | Waldemar Pabst                   | deutscher Offizier, verantwortlich für den Mord an Rosa Luxemburg und Karl Liebknecht, Teilnehmer am Kapp-Pu... | 89    |       |
| 29. Mai | Friedrich Schulze-Langendorf     | deutscher Politiker (NSDAP), MdR                                                                                | 83    |       |
| 30. Mai | Edwin C. Johnson                 | US-amerikanischer Politiker (Demokratische Partei)                                                              | 86    |       |
| 30. Mai | Hans Laine                       | finnischer Automobilrennfahrer                                                                                  | 25    |       |
| 30. Mai | Heinz Ludwig                     | deutscher Maler, Graphiker und Comiczeichner                                                                    | 63    |       |
| 30. Mai | Otto Carl Mohr                   | dänischer Diplomat und Jurist                                                                                   | 86    |       |
| 30. Mai | Reginald Ernest Moreau           | britischer Ornithologe                                                                                          | 73    |       |
| 30. Mai | Haakon Sörvik                    | schwedischer Turner                                                                                             | 83    |       |
| 31. Mai | Ludwig Bernaschek                | österreichischer Schutzbundführer und Politiker, Landtagsabgeordneter                                           | 71    |       |
| 31. Mai | Fritz Brauer                     | deutscher Politiker in der DDR, Abgeordneter der Volkskammer                                                    | 86    |       |
| 31. Mai | Manuel Ortiz                     | US-amerikanischer Boxer                                                                                         | 53    |       |
| 31. Mai | Bruno Peyn                       | deutscher Schriftsteller                                                                                        | 82    |       |
| 31. Mai | Terry Sawchuk                    | kanadischer Eishockeytorwart                                                                                    | 40    |       |
| 31. Mai | Clare Sheridan                   | britische Bildhauerin und Autorin                                                                               | 84    |       |
| 31. Mai | Bernhard Vogelsang               | deutscher Politiker, MdBB                                                                                       | 74    |       |
| Mai     | Hans Ebers                       | deutscher Bildhauer, Graphiker und Maler                                                                        | 45    |       |
| Mai     | Li Shouxin                       | Befehlshaber in der Mandschurischen Armee und später der Oberbefehlshaber der Inner Mongolischen Armee          | 77    |       |

## Juni
| Tag      | Name                                    | Beruf, bekannt als                                                                                    | Alter | Beleg |
| -------- | --------------------------------------- | --- | ----- | ----- |
| 1. Juni  | Jean Herrchen                           | deutscher Politiker (NSDAP) und Landrat des Untertaunuskreises                                        | 79    |       |
| 1. Juni  | Ernst Hölzle                            | deutscher Politiker, MdB                                                                              | 56    |       |
| 1. Juni  | Tadas Ivanauskas                        | litauischer Zoologe, Biologe und Patriot                                                              | 87    |       |
| 1. Juni  | Wladimir Alexejewitsch Iwanow           | russischer Orientalist, Ismailismus-Forscher                                                          | 83    |       |
| 1. Juni  | Eemil Luukka                            | finnischer Politiker, Mitglied des Reichstags                                                         | 77    |       |
| 1. Juni  | Clara de la Rocha                       | mexikanische Revolutionärin und Soldadera                                                             |       |       |
| 1. Juni  | Fritz Schieler                          | deutscher Politiker, MdL                                                                              | 71    |       |
| 1. Juni  | Russ Stein                              | US-amerikanischer American-Football-Spieler und Polizeibeamter                                        | 74    |       |
| 2. Juni  | Maurice Falvy                           | französischer General                                                                                 | 82    |       |
| 2. Juni  | David Albertowitsch Frank-Kamenezki     | russischer Plasmaphysiker und Chemiker (Physikalische Chemie)                                         | 59    |       |
| 2. Juni  | Walerija Anatoljewna Gerassimowa        | russisch-sowjetische Schriftstellerin und Literaturkritikerin                                         | 67    |       |
| 2. Juni  | Grete Gillet                            | deutsche Theologin                                                                                    | 74    |       |
| 2. Juni  | René Guillemin                          | französischer Radrennfahrer                                                                           | 82    |       |
| 2. Juni  | Orhan Kemal                             | türkischer Schriftsteller                                                                             | 55    |       |
| 2. Juni  | Albert Lamorisse                        | französischer Regisseur                                                                               | 48    |       |
| 2. Juni  | Bruce McLaren                           | neuseeländischer Automobilrennfahrer                                                                  | 32    |       |
| 2. Juni  | Lucía Sánchez Saornil                   | spanische Schriftstellerin, Feministin und Anarchistin                                                | 74    |       |
| 2. Juni  | Walter Thomas                           | deutscher Autor und Dramaturg                                                                         | 61    |       |
| 2. Juni  | Giuseppe Ungaretti                      | italienischer Schriftsteller                                                                          | 82    |       |
| 3. Juni  | Adolf Bode                              | deutscher Maler                                                                                       | 66    |       |
| 3. Juni  | Hans Bremme                             | deutscher Jurist und Politiker, Oberbürgermeister der Stadt Wuppertal (1945–1946)                     | 71    |       |
| 3. Juni  | Friedrich Döbig                         | deutscher Reichsgerichtsrat                                                                           | 83    |       |
| 3. Juni  | E. Thayer Gaston                        | US-amerikanischer Psychologe und Pionier der Musiktherapie                                            | 68    |       |
| 3. Juni  | Werner Liebenthal                       | deutscher Rechtsanwalt und deutsch-israelischer Musiker                                               | 82    |       |
| 3. Juni  | Roberto Longhi                          | italienischer Kunsthistoriker                                                                         | 79    |       |
| 3. Juni  | Hjalmar Schacht                         | deutscher Politiker, Bankier, Minister und Reichsbankpräsident                                        | 93    |       |
| 3. Juni  | Wilhelm Speidel                         | deutscher Offizier, zuletzt General der Flieger im Zweiten Weltkrieg                                  | 74    |       |
| 4. Juni  | Clifton B. Cates                        | US-amerikanischer General des United States Marine Corps                                              | 76    |       |
| 4. Juni  | Sonny Tufts                             | US-amerikanischer Schauspieler                                                                        | 58    |       |
| 4. Juni  | Josef Wüger                             | österreichischer Politiker, Landtagsabgeordneter                                                      | 63    |       |
| 5. Juni  | Johan Adolf Pengel                      | surinamischer Politiker und Premier von Suriname                                                      | 54    |       |
| 5. Juni  | Alexander Pawlowitsch Rodsjanko         | russischer Militär                                                                                    | 90    |       |
| 5. Juni  | Franz Schoo                             | deutscher Politiker, MdL                                                                              | 70    |       |
| 5. Juni  | Josef S. Viera                          | deutscher Autor                                                                                       | 79    |       |
| 5. Juni  | Hans Wilhelmi                           | deutscher Politiker, MdB                                                                              | 70    |       |
| 5. Juni  | Edward Williams, Baron Francis-Williams | britischer Journalist                                                                                 | 67    |       |
| 6. Juni  | Herberth E. Herlitschka                 | österreichischer Übersetzer                                                                           | 76    |       |
| 6. Juni  | Kjeld Jacobsen                          | dänischer Schauspieler                                                                                | 54    |       |
| 6. Juni  | Friedrich Köchling                      | deutscher Offizier, zuletzt General der Infanterie im Zweiten Weltkrieg                               | 76    |       |
| 6. Juni  | Lewis L. Lorwin                         | US-amerikanischer Ökonom und Sozialwissenschaftler                                                    | 86    |       |
| 6. Juni  | Hans Martens                            | deutscher Leichtathlet                                                                                | 58    |       |
| 6. Juni  | Ernst Mendrzyk                          | deutscher Verwaltungsjurist                                                                           | 91    |       |
| 7. Juni  | E. M. Forster                           | britischer Schriftsteller                                                                             | 91    |       |
| 7. Juni  | Manuel Gómez-Moreno                     | spanischer Historiker und Epigraphiker                                                                | 100   |       |
| 7. Juni  | Ernst Herrmann                          | deutscher Geograph, Forschungsreisender und Reiseschriftsteller                                       | 74    |       |
| 7. Juni  | Franz Huth                              | deutscher Pastellmaler                                                                                | 93    |       |
| 7. Juni  | Ida Kerkovius                           | deutsche Malerin und Bildteppichweberin                                                               | 90    |       |
| 7. Juni  | Carl Paaske                             | norwegischer Moderner Fünfkämpfer                                                                     | 79    |       |
| 8. Juni  | Johannes Brodersen                      | deutscher Anatom und Hochschullehrer                                                                  | 92    |       |
| 8. Juni  | Clifford Davis                          | US-amerikanischer Politiker                                                                           | 72    |       |
| 8. Juni  | Valentin Feurstein                      | österreichischer General                                                                              | 85    |       |
| 8. Juni  | Abraham Maslow                          | US-amerikanischer Psychologe                                                                          | 62    |       |
| 8. Juni  | Oskar Pusch                             | deutscher Architekt und sächsischer Baubeamter                                                        | 92    |       |
| 9. Juni  | Rafael Ángel Calderón Guardia           | costa-ricanischer Politiker                                                                           | 70    |       |
| 9. Juni  | Wolfgang Erich                          | deutscher Historiker, Jurist und Ministerialbeamter                                                   | 49    |       |
| 9. Juni  | Beate Hahn                              | Pädagogin, Gartenbauerin und Gestalterin von Jugendgärten                                             | 76    |       |
| 9. Juni  | Siegfried Heller                        | deutscher Mathematikhistoriker                                                                        | 93    |       |
| 9. Juni  | Hans Hüter                              | deutsch-schweizerischer Raketentechniker                                                              | 64    |       |
| 9. Juni  | Ulrich S. Leupold                       | deutscher Musikwissenschaftler und evangelischer Theologe                                             | 61    |       |
| 9. Juni  | Leopold Matthias Walzel                 | österreichischer Komponist und Musikkritiker                                                          | 67    |       |
| 10. Juni | James Donald Barnes                     | britischer Automobilrennfahrer                                                                        | 62    |       |
| 10. Juni | Bartolomeo Blanche Espejo               | chilenischer Politiker und Militäroffizier                                                            | 91    |       |
| 10. Juni | Yeshayahu Foerder                       | israelischer Politiker (Miflaga Progresivit), Bankier                                                 | 69    |       |
| 10. Juni | Hellmut Grube                           | deutscher Schauspieler und Theaterregisseur                                                           | 64    |       |
| 10. Juni | Hans Rietschel                          | deutscher Kinderarzt, Direktor der Universitäts-Kinderklinik Würzburg und Hochschullehrer             | 91    |       |
| 10. Juni | Georg Schneider                         | deutscher Biologe und Politiker (KPD/SED), MdV                                                        | 61    |       |
| 10. Juni | Anton Johannes Waldeyer                 | deutscher Anatom                                                                                      | 69    |       |
| 11. Juni | Camille Bombois                         | französischer naiver Maler                                                                            | 87    |       |
| 11. Juni | Earl Grant                              | US-amerikanischer Sänger und Organist                                                                 | 37    |       |
| 11. Juni | Alexander Fjodorowitsch Kerenski        | russischer Politiker                                                                                  | 89    |       |
| 11. Juni | Frank Laubach                           | US-amerikanischer Missionar und Kämpfer gegen den Analphabetismus                                     | 85    |       |
| 11. Juni | Alois Miedl                             | deutscher Kunsthändler                                                                                | 67    |       |
| 11. Juni | Edmund Weber                            | deutscher Politiker                                                                                   | 72    |       |
| 12. Juni | Jisrael Barsilai                        | israelischer Politiker und Minister                                                                   | 56    |       |
| 12. Juni | Boris Pawlowitsch Beloussow             | russischer Chemiker und Biophysiker, Entdecker der Belousov-Zhabotinsky-Reaktion                      | 77    |       |
| 12. Juni | Heinrich Drake                          | deutscher Politiker, (SPD, parteilos), MdR, Regierungspräsident                                       | 88    |       |
| 12. Juni | Alice Landolt                           | Schweizer Pianistin                                                                                   |       |       |
| 12. Juni | Anna von Rottauscher                    | österreichische Autorin und Übersetzerin                                                              | 77    |       |
| 12. Juni | Otto Schubert                           | deutscher Bühnenmaler                                                                                 | 78    |       |
| 12. Juni | Raúl Silva Castro                       | chilenischer Romanist und Hispanist                                                                   | 66    |       |
| 12. Juni | Jaime Silva Filho                       | portugiesischer Pianist, Dirigent und Filmkomponist                                                   | 61    |       |
| 13. Juni | Nico Buwalda                            | niederländischer Fußballspieler                                                                       | 79    |       |
| 13. Juni | Giorgio Cencetti                        | italienischer Paläograf und Archivar                                                                  | 62    |       |
| 13. Juni | Karl Herzfeld                           | deutscher Jurist, Bankier und Verbandsfunktionär jüdischen Glaubens                                   | 87    |       |
| 13. Juni | Oksana Ljaturynska                      | ukrainische Dichterin und Bildhauerin                                                                 | 68    |       |
| 13. Juni | Johann Neubauer                         | hianzischer Mundartdichter                                                                            | 90    |       |
| 13. Juni | Eberhard Nickel                         | deutscher Politiker (Zentrum, CDU), MdL                                                               | 70    |       |
| 13. Juni | Jean Paul Schmitz                       | deutscher Maler, Zeichner und Grafiker                                                                | 71    |       |
| 14. Juni | Gudrun Ady                              | deutsche Schauspielerin                                                                               | 59    |       |
| 14. Juni | William H. Daniels                      | US-amerikanischer Kameramann                                                                          | 68    |       |
| 14. Juni | Oscar Daumiller                         | deutscher evangelischer Pfarrer                                                                       | 88    |       |
| 14. Juni | Irene Guest                             | US-amerikanische Schwimmerin                                                                          | 69    |       |
| 14. Juni | Roman Ingarden                          | polnischer Philosoph                                                                                  | 77    |       |
| 14. Juni | Frederik Marcus Knuth                   | dänischer Taxonom der Biologie und Lehnsgraf von Knuthenborg                                          | 66    |       |
| 14. Juni | Georg Küffer                            | Schweizer Pädagoge und Schriftsteller                                                                 | 79    |       |
| 14. Juni | Guido Malatesta                         | italienischer Filmregisseur und Drehbuchautor                                                         |       |       |
| 14. Juni | Ignaz Schachermair                      | Ordensgeistlicher, Abt des Benediktinerstiftes Kremsmünster                                           | 92    |       |
| 14. Juni | Emmy Scholem                            | deutsche Politikerin (KPD)                                                                            | 73    |       |
| 5. Juni  | John Kennedy                            | britischer Generalmajor und Politiker                                                                 | 76    |       |
| 15. Juni | José Sobral de Almada Negreiros         | portugiesischer Universalkünstler                                                                     | 77    |       |
| 15. Juni | Robert MacIver                          | US-amerikanischer Soziologe                                                                           | 88    |       |
| 15. Juni | Jeremiah T. Mahoney                     | US-amerikanischer Anwalt, Richter, Kommunalpolitiker und Sportfunktionär                              | 91    |       |
| 15. Juni | Arthur Pohl                             | deutscher Filmregisseur und Drehbuchautor                                                             | 70    |       |
| 15. Juni | Hortense Powdermaker                    | US-amerikanische Anthropologin                                                                        | 73    |       |
| 15. Juni | Henri Queuille                          | französischer Politiker der Radikalen Partei                                                          | 86    |       |
| 15. Juni | Henry Rudi                              | norwegischer Pelztierjäger                                                                            | 81    |       |
| 15. Juni | Archibald Sinclair, 1. Viscount Thurso  | britischer Politiker der Liberal Party, Unterhausabgeordneter und Peer                                | 79    |       |
| 15. Juni | Karl Wahle                              | österreichischer Richter und Präsident des Obersten Gerichtshofes                                     | 83    |       |
| 15. Juni | Otto Weber                              | deutscher Kommunalpolitiker und Landtagsabgeordneter (SPD, SED)                                       | 71    |       |
| 15. Juni | Gerhard Zschäbitz                       | deutscher marxistischer Historiker                                                                    | 49    |       |
| 16. Juni | Sydney Chapman                          | britischer Astronom und Geophysiker                                                                   | 82    |       |
| 16. Juni | Heino Eller                             | estnischer Komponist                                                                                  | 83    |       |
| 16. Juni | Lonnie Johnson                          | US-amerikanischer Blues- und Jazzmusiker                                                              | 71    |       |
| 16. Juni | Walter Kotte                            | deutscher Phytopathologe                                                                              | 77    |       |
| 16. Juni | Brian Piccolo                           | US-amerikanischer Footballspieler                                                                     | 26    |       |
| 16. Juni | Alice Pollitz                           | deutsche Pädagogin und Oberschulrätin                                                                 | 80    |       |
| 16. Juni | Elsa Triolet                            | französische Schriftstellerin                                                                         | 73    |       |
| 16. Juni | Raimund Weisbach                        | deutscher Marineoffizier und U-Boot-Kommandant                                                        | 83    |       |
| 17. Juni | Richard Arvay                           | österreichischer Drehbuchautor, Schriftsteller und Stummfilmregisseur                                 | 73    |       |
| 17. Juni | Ernst Döcke                             | deutscher Politiker                                                                                   | 55    |       |
| 17. Juni | Franz Geyer                             | deutscher Verwaltungsjurist und Kommunalpolitiker                                                     | 84    |       |
| 17. Juni | Gerald Kilmartin                        | US-amerikanischer Eishockeyspieler                                                                    | 43    |       |
| 17. Juni | Karl Kröck                              | deutscher Architekt                                                                                   | 73    |       |
| 17. Juni | Sammy Newsome                           | britischer Autorennfahrer                                                                             | 69    |       |
| 17. Juni | Conrado Rolando                         | uruguayischer Fechter                                                                                 | 65    |       |
| 17. Juni | Arnold Roth                             | Schweizer Elektroingenieur                                                                            | 80    |       |
| 18. Juni | Nicolaas Petrus van Wyk Louw            | südafrikanischer Schriftsteller und Literaturwissenschaftler                                          | 64    |       |
| 18. Juni | Jakob Rosner                            | österreichischer Journalist und aktiver Kommunist                                                     | 80    |       |
| 18. Juni | Lili Schultz                            | deutsche Emaillie-Künstlerin                                                                          | 74    |       |
| 18. Juni | Georg Richard Schultze                  | deutscher Chemiker und Hochschullehrer                                                                | 66    |       |
| 19. Juni | Arnold Fortuin                          | deutscher römisch-katholischer Geistlicher                                                            | 68    |       |
| 19. Juni | Heinz Müller                            | deutsches Maueropfer                                                                                  | 27    |       |
| 20. Juni | Herbert Hahn                            | russisch-deutscher Anthroposoph und Waldorflehrer                                                     | 80    |       |
| 20. Juni | Franz Königshofer                       | österreichischer Komponist und Dirigent                                                               | 68    |       |
| 20. Juni | Josef Nischbach                         | Theologieprofessor, Domherr und Päpstlicher Hausprälat                                                | 81    |       |
| 20. Juni | Erich Schiff                            | deutscher Jurist und Bühnenautor                                                                      | 88    |       |
| 20. Juni | Karl Schwedler                          | deutscher Jazzsänger                                                                                  | 67    |       |
| 20. Juni | Max Spielmann                           | deutschsprachiger Architekt                                                                           | 89    |       |
| 21. Juni | Benedikt Bachmeier                      | deutscher Politiker, MdR                                                                              | 83    |       |
| 21. Juni | Piers Courage                           | britischer Automobilrennfahrer                                                                        | 28    |       |
| 21. Juni | Johann Ferbach                          | deutscher Auftragsmörder                                                                              | 56    |       |
| 21. Juni | Hans Gertberg                           | deutscher Theaterfachmann                                                                             | 61    |       |
| 21. Juni | Lew Abramowitsch Kassil                 | russischer Schriftsteller, Kinderbuchautor                                                            | 64    |       |
| 21. Juni | Cecil Roth                              | britischer Historiker und Kunstkenner                                                                 | 71    |       |
| 21. Juni | Theodor Schmucker                       | deutscher Natur- und Forstwissenschaftler, Hochschullehrer                                            | 76    |       |
| 21. Juni | Otto Spülbeck                           | deutscher römisch-katholischer Theologe und Bischof von Meißen                                        | 66    |       |
| 21. Juni | Sukarno                                 | indonesischer Politiker                                                                               | 69    |       |
| 22. Juni | Karl Kröger                             | deutscher Politiker, MdL                                                                              | 69    |       |
| 22. Juni | William Melville Martin                 | kanadischer Politiker                                                                                 | 93    |       |
| 22. Juni | Grete Wiesenthal                        | österreichische Tänzerin, Schauspielerin, Choreografin und Tanzpädagogin                              | 84    |       |
| 22. Juni | Đặng Thùy Trâm                          | vietnamesische Ärztin                                                                                 | 27    |       |
| 23. Juni | Elisabeth Engels                        | deutsche Pädagogin und Privatschulgründerin                                                           | 78    |       |
| 23. Juni | István Fekete                           | ungarischer Schriftsteller                                                                            | 70    |       |
| 23. Juni | Wilhelm Heinrich                        | deutscher Jurist und Politiker                                                                        | 88    |       |
| 23. Juni | Hector Hughes                           | schottischer Politiker, Mitglied des House of Commons                                                 |       |       |
| 23. Juni | Ernst Kraus                             | deutscher Geologe                                                                                     | 80    |       |
| 23. Juni | Richard Meyer                           | deutscher Pädagoge, Verwaltungsbeamter und Politiker (MVP, GB/BHE, GDP), MdL                          | 84    |       |
| 23. Juni | Franz Paul Schneider                    | deutscher Staatswissenschaftler                                                                       | 67    |       |
| 24. Juni | Fritz Adler                             | deutscher Archivar und Museumsdirektor                                                                | 81    |       |
| 24. Juni | Nikolai Prochorowitsch Chrjaschtschikow | sowjetischer Schauspieler                                                                             | 69    |       |
| 24. Juni | Peter Esser                             | deutscher Schauspieler                                                                                | 84    |       |
| 24. Juni | Man Singh II.                           | indischer Herrscher                                                                                   | 57    |       |
| 24. Juni | Ernst Ostermann                         | deutscher Politiker (SRP, FDP), MdL                                                                   | 80    |       |
| 24. Juni | Oskar Planck                            | deutscher Pfarrer und Gründungsmitglied der Evangelischen Michaelsbruderschaft                        | 82    |       |
| 24. Juni | Heinrich Stengel                        | deutscher Lehrer und Numismatiker                                                                     | 85    |       |
| 25. Juni | Rudolf Brdička                          | tschechischer Chemiker (Physikalische Chemie)                                                         | 64    |       |
| 25. Juni | Henrique Galvão                         | portugiesischer Offizier, Autor, Naturwissenschaftler und Widerständler                               | 75    |       |
| 25. Juni | Heinrich Happe                          | deutscher Politiker des Zentrums                                                                      | 84    |       |
| 25. Juni | Hans-Heinz Hinzelmann                   | deutscher Schriftsteller, Theaterintendant und jüdischer Exilant                                      | 81    |       |
| 25. Juni | Franz Karmasin                          | deutscher Staatssekretär und NS-Volksgruppenführer in der Slowakei                                    | 68    |       |
| 25. Juni | Edward Mitchell                         | US-amerikanischer Ruderer                                                                             | 68    |       |
| 25. Juni | Matteo Aloisio Niedhammer y Yaeckle     | US-amerikanischer römisch-katholischer Ordensgeistlicher                                              | 68    |       |
| 25. Juni | Otto Rost                               | deutscher Bildhauer                                                                                   | 83    |       |
| 25. Juni | Karl Schäfer                            | deutscher Dirigent, Komponist, Pianist und Musikdirektor                                              | 70    |       |
| 26. Juni | Felix Altenburg                         | deutscher Diplomat                                                                                    | 81    |       |
| 26. Juni | Fernando Arbello                        | puerto-ricanischer Jazzposaunist                                                                      | 63    |       |
| 26. Juni | Wilhelm Fischer                         | deutscher Konsumgenossenschafter und Politiker, MdHB                                                  | 85    |       |
| 26. Juni | Franz Kaindl                            | österreichischer Politiker, Landtagsabgeordneter                                                      | 68    |       |
| 26. Juni | Leopoldo Marechal                       | argentinischer Schriftsteller und Pädagoge                                                            | 70    |       |
| 27. Juni | Hans von Chamier Glisczinski            | kaiserlicher Offizier, Politiker (Deutsche Zentrumspartei) und Autor                                  | 85    |       |
| 27. Juni | Poul F. Joensen                         | färöischer Dichter                                                                                    | 71    |       |
| 27. Juni | Daniel Kinsey                           | US-amerikanischer Leichtathlet                                                                        | 68    |       |
| 27. Juni | Charles Lelong                          | französischer Sprinter                                                                                | 79    |       |
| 27. Juni | Pierre Mac Orlan                        | französischer Schriftsteller                                                                          | 88    |       |
| 27. Juni | Lauritz Schmidt                         | norwegischer Segler                                                                                   | 73    |       |
| 28. Juni | Fidel Brunhart                          | liechtensteinischer Politiker (FBP)                                                                   | 70    |       |
| 28. Juni | Erich von Kahler                        | deutscher Soziologe                                                                                   | 84    |       |
| 28. Juni | Emil Köhrmann                           | entscheidende Persönlichkeit in der Entstehung des heutigen Tierparks Hagenbeck in Hamburg-Stellingen | 74    |       |
| 28. Juni | Ferdinand Macketanz                     | deutscher Landschafts-, Stillleben- und Porträtmaler                                                  | 67    |       |
| 28. Juni | Alma Macrorie                           | US-amerikanische Filmeditorin                                                                         | 65    |       |
| 28. Juni | Ernst Meurin                            | deutscher Autor und Kreisheimatpfleger von Wiedenbrück                                                | 84    |       |
| 28. Juni | Gabriel Robin                           | französischer Maler                                                                                   | 68    |       |
| 28. Juni | Erna Rüppel                             | deutsche Ärztin                                                                                       | 75    |       |
| 28. Juni | Hans Wiltberger                         | deutscher Komponist und Musiklehrer                                                                   | 83    |       |
| 29. Juni | Stefan Andres                           | deutscher Schriftsteller                                                                              | 64    |       |
| 29. Juni | Günther Messner                         | italienischer Bergsteiger und jüngerer Bruder von Reinhold Messner                                    | 24    |       |
| 29. Juni | Rudolf Zeileissen                       | österreichischer Maler                                                                                | 72    |       |
| 30. Juni | Philip Joseph Azzolina                  | US-amerikanischer Hornist, Militärkapellmeister und Komponist italienischer Herkunft                  | 79    |       |
| 30. Juni | Ștefan Barbu                            | rumänischer Fußballspieler                                                                            | 62    |       |
| 30. Juni | Robert Hasenfuß                         | deutscher Politiker, MdL                                                                              | 81    |       |
| 30. Juni | Josef Haufellner                        | deutscher Politiker                                                                                   |       |       |
| 30. Juni | Elsa Mahler                             | Schweizer Slawistin und Volkskundlerin; erste Professorin an der Universität Basel                    | 87    |       |
| 30. Juni | Kelly Petillo                           | US-amerikanischer Automobilrennfahrer                                                                 | 66    |       |
| Juni     | Calvin Boze                             | US-amerikanischer Rhythm-and-Blues-Musiker (Sänger und Trompeter)                                     | 53    |       |
| Juni     | Dale Jones                              | US-amerikanischer Jazzmusiker                                                                         | 67    |       |
| Juni     | Hans Otto                               | deutscher Verwaltungsbeamter und Politiker (FDP), MdBB                                                | 74    |       |
| Juni     | Philip Sendak                           | US-amerikanischer Geschäftsmann                                                                       | 75    |       |